# Biserica Sfânta Elisabeta din Budapesta
Biserica Sfânta Elisabeta, cu referire la sfânta Elisabeta de Turingia (în limba maghiară Árpád-házi Szent Erzsébet), este un lăcaș romano-catolic din Budapesta, una dintre cele mai mari și mai importante biserici din oraș.

## Istorie și arhitectură
Pe locul actualei clădiri exista o biserică construită în anul 1881 de către arhitectul Győző Ziegler. Din cauza numărului tot mai mare de credincioși biserica a devenit neîncăpătoare. În cadrul reuniunii Adunării Municipale din anul 1892, conduse de vice-primarul Károly Gerlóczy s-a luat hotărârea de a dărâma vechea biserică și de a construi una mult mai mare. Noua biserică avea să fie construită de către arhitectul Imre Steindl, cel ce a coordonat și lucrările de la Parlamentul din Budapesta. Pe lângă Imre Steindl au participat la lucrări și alți meșteri, între care Miksa Roth, specialist în realizarea de vitralii, și sculptorul în lemn Mor Holtzl. De asemenea, construcția bisericii nu ar fi fost posibilă fără ajutorul arhiepiscopului de Esztergom János Simor, care a donat o mare sumă de bani pentru biserică. 
Lucrările au început în anul 1895 și au fost finalizate în anul 1901. Biserica a primit hramul sfintei Elisabeta de Turingia, descendentă a dinastiei arpadiene. Edificiul a fost proiectat în stil neogotic având două turle înalte de 76 de metri și o rozetă. Deasupra rozetei se află sculptat un grup statuar ce o reprezintă pe Fecioara Maria alături de sfinții Ștefan I și Ladislau I. În fața bisericii există și o statuie a sfintei Elisabeta de Turingia. Biserica mai este cunoscută și sub numele de Biserica Rozelor (Rozsak templom) din cauza faptului că se află în Piața Rozelor (Rozsak tere), dar și datorită grădinii de trandafiri din curte.

## Imagini

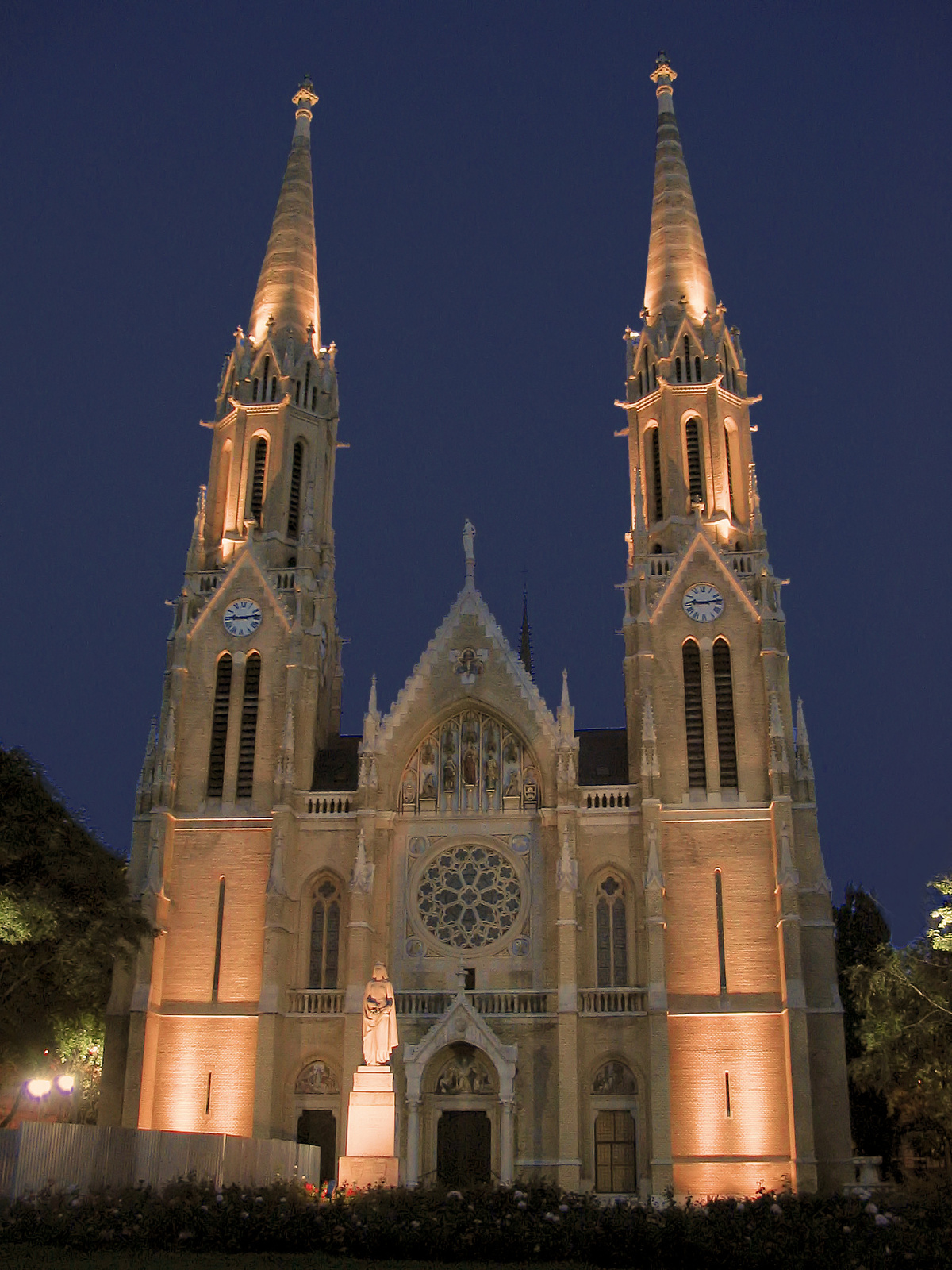
Vedere nocturnă.
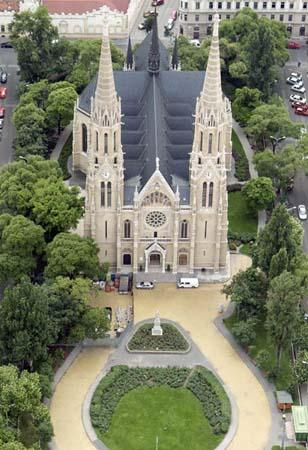
Vedere aeriană.
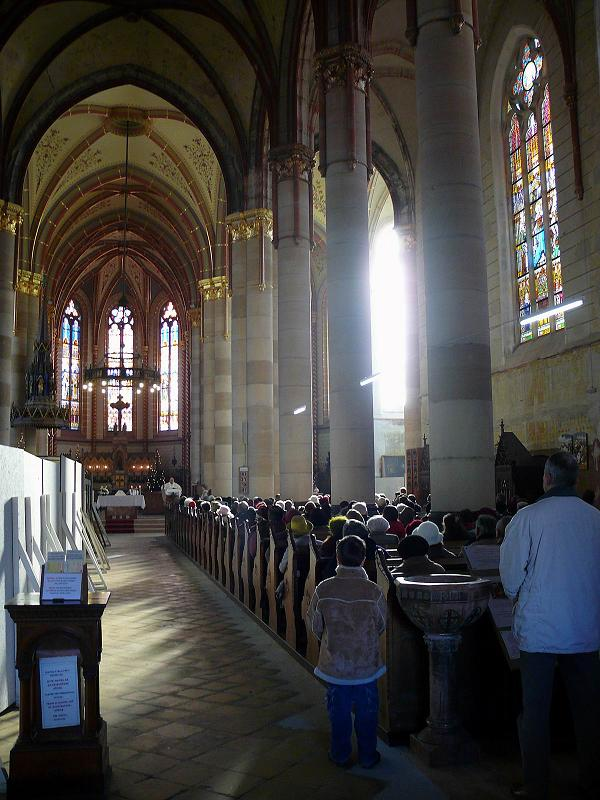
Interiorul bisericii.
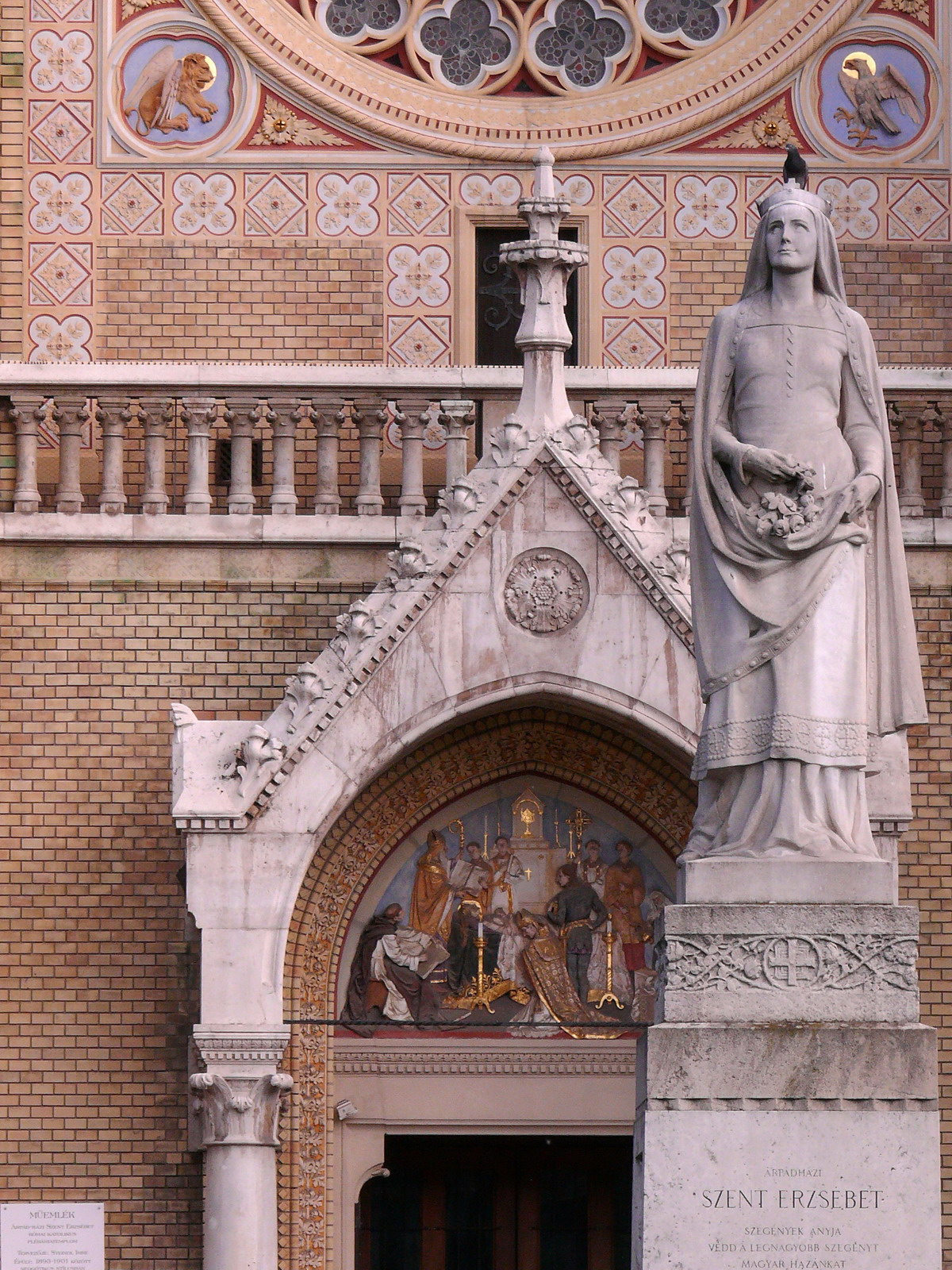
Statuia Sfintei Elisabeta.